# Jamalul Kiram III
Jamalul Kiram III, né le 16 juillet 1938, et mort le 20 octobre 2013 à Quezon City, est un prétendant au trône du sultanat de Sulu,,,.